# Salamis aethiops
Salamis aethiops är en fjärilsart som beskrevs av Palisot de Beauvois 1805. Salamis aethiops ingår i släktet Salamis och familjen praktfjärilar. Inga underarter finns listade i Catalogue of Life.